# Ciona hoshinoi
Ciona hoshinoi is een zakpijpensoort uit de familie van de Cionidae. De wetenschappelijke naam van de soort is voor het eerst geldig gepubliceerd in 1991 door Claude Monniot.